# Eucalyptus cloeziana
El Eucalyptus cloeziana (nombre común inglés, Gympie messmate, que significa «el comensal de Gympie») es una especie de eucalipto perteneciente a la familia de las mirtáceas y originario de Australia. Se distribuye por el norte y este Queensland, concretamente entre Gympie, Tambo y Mundubbera o entre Townsville y Cooktown . Es un árbol de variable altura, con una corteza áspera, suave, escamosa, teselada y de color marrón claro amarillento.
Las hojas son pecioladas, lanceoladas o curvados, discoloras, 13 x 3 cm, ligeramente verde brillante. Sus flores, de color blanco, aparecen a principios y finales del verano. Los ejemplares más altos del Eucalyptus cloeziana se encuentran en Gympie, donde algunos árboles alcanzan alturas cerca de 60 m. No obstante, su altura mínima llega hasta los 10-15 m.
El nombre de la especie hace honor a François Stanislas Cloez (1817-1883), un químico francés, que aisló el eucaliptol a partir de hojas de eucalipto y recomendó su uso para el tratamiento de la bronquitis, la tos, los resfriados y la gripe.